# كارلو دي مارشي
كارلو دي مارشي (بالإيطالية: Carlo De Marchi)‏ (25 مارس 1890 بتورينو في إيطاليا - 1972) هو لاعب كرة قدم إيطالي في مركز الوسط، شارك في الألعاب الأولمبية الصيفية 1912. وشارك مع منتخب إيطاليا لكرة القدم. أما مع النوادي، فقد لعب مع نادي تورينو.

## وصلات خارجية
- كارلو دي مارشي على موقع قاعدة بيانات كرة القدم.إي يو (الإنجليزية)
- كارلو دي مارشي على موقع ناشيونال فوتبول تيمز (الإنجليزية)
- كارلو دي مارشي على موقع أوليمبيديا (الإنجليزية)